# Jan Nowicki (żołnierz)
Jan Karol Nowicki, ps. „Mały”, „Dowbór” (ur. 24 sierpnia 1919 w Warszawie, zm. 29 listopada 1985 w Ożarowie Mazowieckim) –  polski żołnierz, rzemieślnik i powstaniec warszawski. Założyciel pracowni kapeluszniczej i czapniczej J. Nowicki (1959–2002).
W czasie kampanii wrześniowej uczestnik obrony Warszawy. W 1942 oddelegowany na II Odcinek „Wachlarza”. Po jego rozwiązaniu żołnierz oddziału partyzanckiego „Gzymsa” Pukackiego. W powstaniu warszawskim dowódca plutonu 1 Szwadronu Strzelców Motorowych w 2 Batalionie Szturmowym „Odwet” i w 3 Batalionie Pancernym „Golski”.

## Życiorys

### Młodość i pierwsze lata wojny
Syn Leokadii i Jana. Przed wojną mieszkał w nieistniejącej już kamienicy przy ul. Podchorążych 10 w Warszawie. W wieku 15 lat rozpoczął naukę w trzyletniej Szkole Podoficerskiej Piechoty dla Małoletnich Nr 3 w Nisku. Po jej ukończeniu w 1937 roku skierowany został do 3 Batalionu Strzelców w Rembertowie, gdzie pełnił funkcję szkoleniowca.
Najazd Niemiec na Polskę w 1939 roku przerwał Nowickiemu dalszą karierę wojskową. W czasie kampanii wrześniowej brał udział w obronie Warszawy. Walczył na odcinku Cytadela – Czerniaków, a następnie na Pradze. Po kapitulacji Warszawy pozostał w niej i jeszcze tego samego roku włączył się w szeregi ruchu oporu Związku Walki Zbrojnej. Od marca 1940 roku w TAP-KZ w 1 Kompanii Batalionu Mokotów (późniejszy 1 Szwadron Strzelców Motorowych w ZWZ-AK) pod pseudonimem „Mały”, był instruktorem i zastępcą dowódcy plutonu.

### Akcja „Wachlarz”
Jego odwaga w akcjach bojowych zwróciła uwagę dowódcy i ówczesnego szefa 1SSM, w obecności których w listopadzie 1941 roku na Czerniakowie odbyła się zbiórka 26 wybranych żołnierzy, którym cichociemny porucznik Franciszek Pukacki, ps. „Gzyms”, zaproponował uczestnictwo w Akcji „Wachlarz”. Nowicki, pod nowym pseudonimem „Dowbór”, wraz z innymi dwunastoma ochotnikami ze Szwadronu, został skierowany na wschodnie rubieże okupowanej Polski do prowadzenia dywersji na zapleczu frontu niemieckiego. Po sześciomiesięcznym szkoleniu minersko-dywersyjnym prowadzonym przez „Gzymsa” i własną kadrę szkoleniową, w połowie 1942 roku dokonano rozdziału ludzi na poszczególne kierunki, według którego porucznik Andrzej Buchman, ps. „Korsak” wraz z Nowickim mieli założyć w Szepietówce placówkę, opierając się na którejś z firm z Generalnego Gubernatorstwa.
Gdy Buchman i Nowicki dotarli do Szepietówki, pozyskali dla celów emerytowanego kowala, Gajdę, a po kilku dniach znaleźli zatrudnienie w szepietowskim oddziale łódzkiego przedsiębiorstwa budowy dróg Franza Derscheida (pełna oryginalna nazwa: Franz Derscheid. Hoch-, Tief- und Straßenbauunternehmen Litzmannstadt, Filiale Schepetowka). Tam w niedługim czasie, Buchman, jako kucharz i zaopatrzeniowiec firmy, stał się wpływową osobistością z dużą swobodą ruchów. Gdy w sprawach zaopatrzeniowych jechał do Warszawy, przypadkowo spotkał na dworcu w Równem 13-osobową grupę „Gzymsa” Pukackiego, której wraz Janem Nowickim i inżynierem Dmowskim udzielił pomocy zatrudniając ją w firmie Derscheida w Szepietówce, lub w filii w Płoskirowie. Wkrótce potem „Dowbór”, wraz z pięcioma innymi żołnierzami, stworzył placówkę „Wachlarza” w Darnicy za Kijowem, dokąd ich wysłał płoskirowski oddział firmy Derscheida. Nowicki działał też na placówce w Żytomierzu. Po rozwiązaniu „Wachlarza” walczył w oddziale partyzanckim Franciszka Pukackiego „Gzymsa” w rejonie Równe – Dubno – Ostróg.

### Powstanie warszawskie
W 1943 roku wrócił do Warszawy do 1 Szwadronu Strzelców Motorowych. Objął tam funkcję szefa i prowadził szkolenia m.in. z bronioznawstwa i dywersji. Pierwszego sierpnia 1944 roku Nowicki wydał polecenie kapralowi podchorążemu Janowi Szulczyńskiemu, ps. „Mazur” zajęcia domu przy ul. Langiewicza 19/21 i zgromadzenia tam Szwadronu przed godziną 17:00 oraz odebrania broni w ilości 10 karabinów i 300 granatów od oficera broni 4 Rejonu. Mimo dwukrotnych kontaktów odmówiono wydania tego przydziału, ponieważ przeznaczono go dla innej jednostki. Pozostało więc przetransportowanie na miejsce koncentracji posiadanych zasobów. Na miejscu zbiórki znalazło się ok. 80 żołnierzy i patrol sanitarny.
Dowodzenie Szwadronem objął porucznik Stanisław Śliwiński, ps. „Safo” będący dotychczasowym dowódcą 1 plutonu. Zadaniem był udział w natarciu na SS Stauferkaserne przy ul. Rakowieckiej od strony Pola Mokotowskiego, wraz z 2 Batalionem Szturmowym „Odwet” dowodzonym przez podporucznika Juliusza Sobolewskiego, ps. „Roman”. Wkrótce po godzinie „W” około 40-osobową grupę żołnierzy Szwadronu rozlokowano na terenie posesji Wawelska 24. Kiedy oddział „Odwetu” atakujący willę przy Sędziowskiej, od strony Wawelskiej, został ostrzelany przez załogi baterii artylerii przeciwlotniczej, grupa 1SSM przeskoczyła Wawelską i po podczołganiu się na odpowiednią odległość obrzuciła najbliższe baterie granatami. Spowodowało to krótkotrwałe wycofanie się ich załóg. Powrót grupy utrudnił, wywołany tą akcją, silny ogień z broni maszynowej z budynku Dyrekcji Lasów. Do nocy na punkt wyjścia powróciło, wraz z rannymi, 27 żołnierzy.
Wobec coraz trudniejszej sytuacji „Safo” Śliwiński, jeszcze przed nocą, wydał polecenie opuszczania Kolonii Staszica pojedynczo i w małych grupach. Pierwszej nocy część oddziału wraz z dowódcą wyszła w kierunku Ochoty, natomiast reszta z szefem 1SSM plutonowym Janem Nowickim dołączyła do dowodzonego przez „Romana” Sobolewskiego Batalionu „Odwet” i pozostała na miejscu.
W nocy z 9 na 10 sierpnia tych ok. 20 żołnierzy 1SSM będących już w składzie „Odwetu” przedostało się z Batalionem do Zgrupowania „Golski” w Śródmieściu Południowym. Brali tam udział w obronie Politechniki, a potem w walkach na placówkach i barykadach na ulicach Noakowskiego i Polnej. Nowicki dowodził placówką przy ul. Noakowskiego 18 i uczył znajomości broni. Po 63 dniach walk, wywieziony został do obozu jenieckiego w Sandbostel, gdzie 13 października 1944 roku został awansowany do stopnia sierżanta. Przebywał też w obozach w Groß Borstel w Hamburgu i w Achtrup. Głównym zadaniem jeńców było odgruzowywanie ulic.

### Losy powojenne
Po wyzwoleniu, Nowicki znalazł się w Polskim Obozie Wojskowym w Leck, gdzie 21 kwietnia 1946 roku poślubił łączniczkę AK Krystynę Wrońską, ps. „Teresa” (zm. 1982). W tym samym roku powrócił do kraju.
Pod koniec lat 50. założył w Warszawie renomowany warsztat i sklep kapeluszniczy i czapniczy J. Nowicki, mieszczący się przy ul. Marchlewskiego 43. Prowadził go aż do swojej śmierci, 29 listopada 1985 roku. Pracownia została następnie przejęta przez jego córkę, Barbarę Kurpiewską (zm. 2008) i zamknięta 17 lat później.